# Euscorpius yagmuri
Espèce
Euscorpius yagmuri est une espèce de scorpions de la famille des Euscorpiidae.

## Distribution
Cette espèce est endémique d'Épire en Grèce. Elle se rencontre vers Préveza sur le mont Zalongo.

## Description
Le mâle holotype mesure 21,20 mm et les femelles paratypes 21,55 mm et 21,85 mm.

## Étymologie
Cette espèce est nommée en l'honneur d'Ersen Aydin Yağmur.

## Publication originale
- Kovařík, Fet & Soleglad, 2014 : Euscorpius yagmuri sp. n., a new scorpion species from Epirus, Northwestern Greece (Scorpiones: Euscorpiidae). Euscorpius, no 193, p. 1-11 (texte intégral).